# Passage couvert Manifacier
Le passage couvert Manifacier est un passage couvert situé à Auxerre, dans le département de l’Yonne, en France.
Ce passage couvert fait l’objet d'une première inscription au titre des monuments historiques le 29 octobre 1975 puis d'une seconde le 30 octobre 2001.

## Historique
Il s'agit d'un passage commercial, en vogue dans les grandes villes à la deuxième moitié du XIXe siècle. Il est l'expression de l'expansion du commerce et de l'économie sous le Second Empire à Auxerre. L'ensemble fut réalisé par l'architecte Grégoire Roux en 1869. Les deux façades sur rue, constituent un lien complémentaire de la galerie elle-même.
Des travaux de restauration des trois lucarnes qui coiffent la galerie sont entrepris en 2019.
Suivent à cela les restaurations des grilles et de l'ensemble du passage.

## Galerie

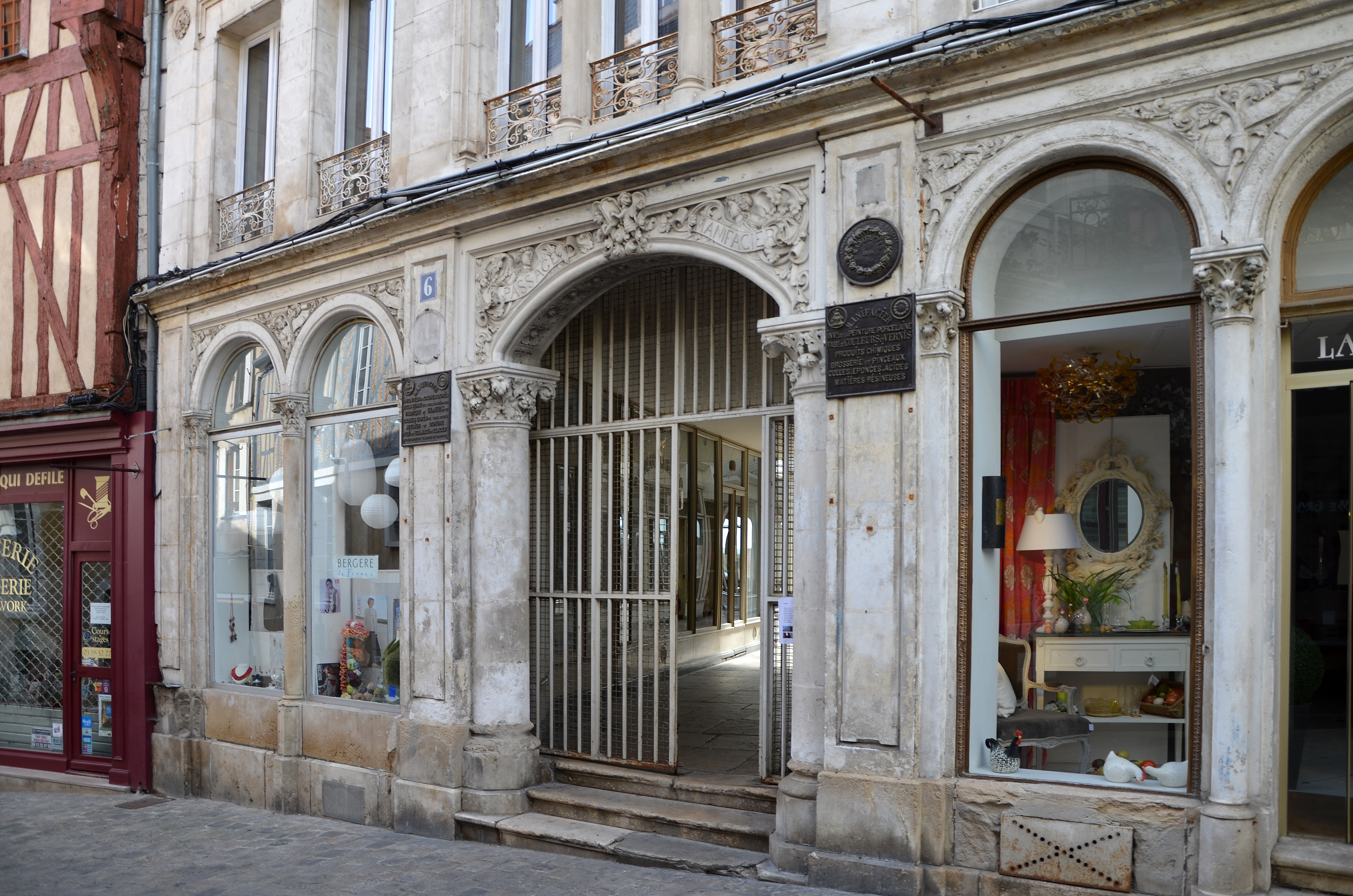
Entrée principale au 6, rue Fécauderie
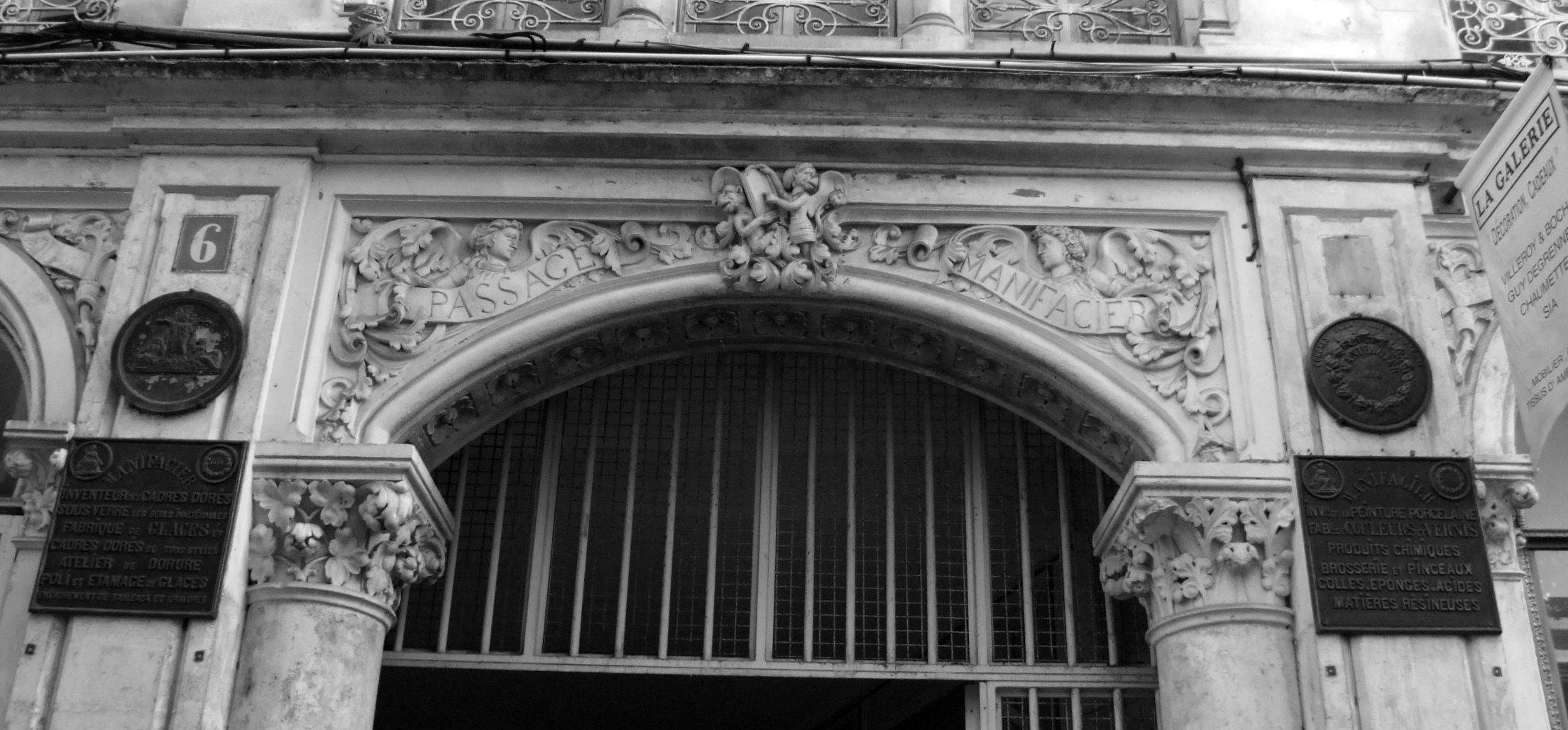
détail de la porte au 6, rue Fécauderie
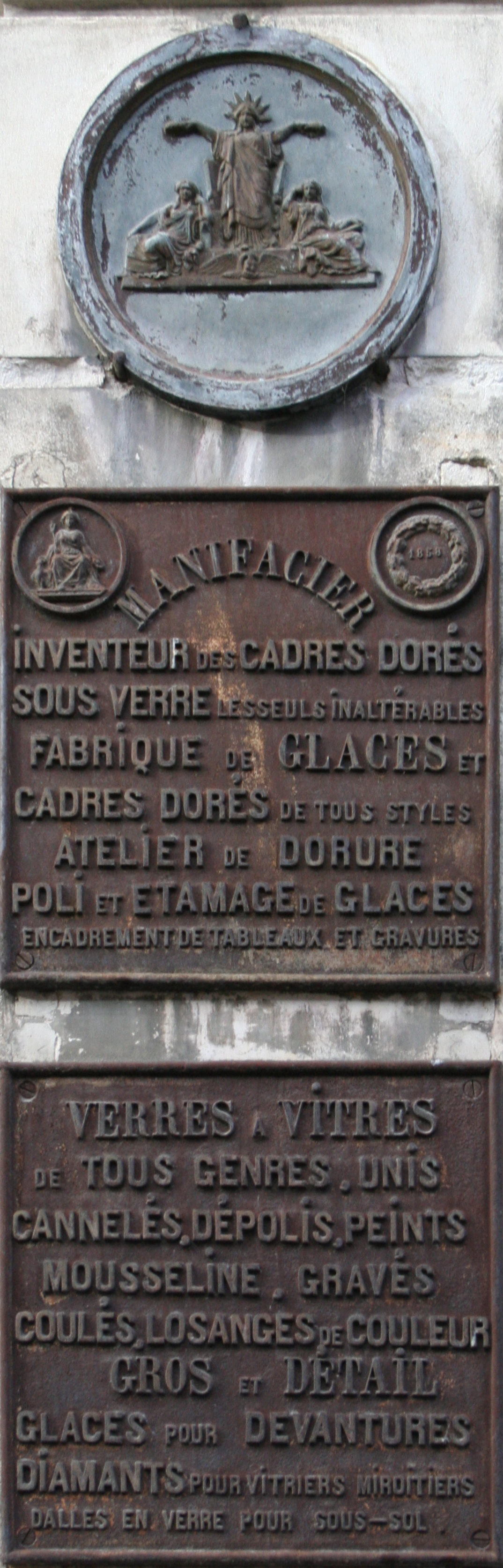
Plaque à gauche de la porte 13, rue des Boucheries
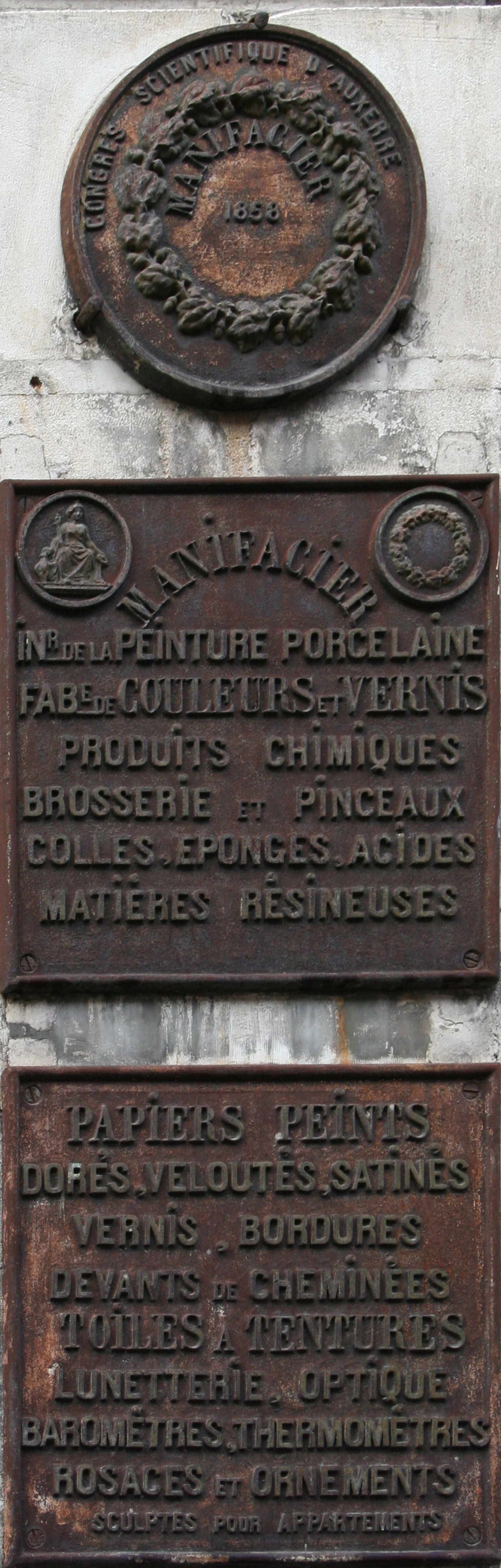
Plaque à droite de la porte 13, rue des Boucheries
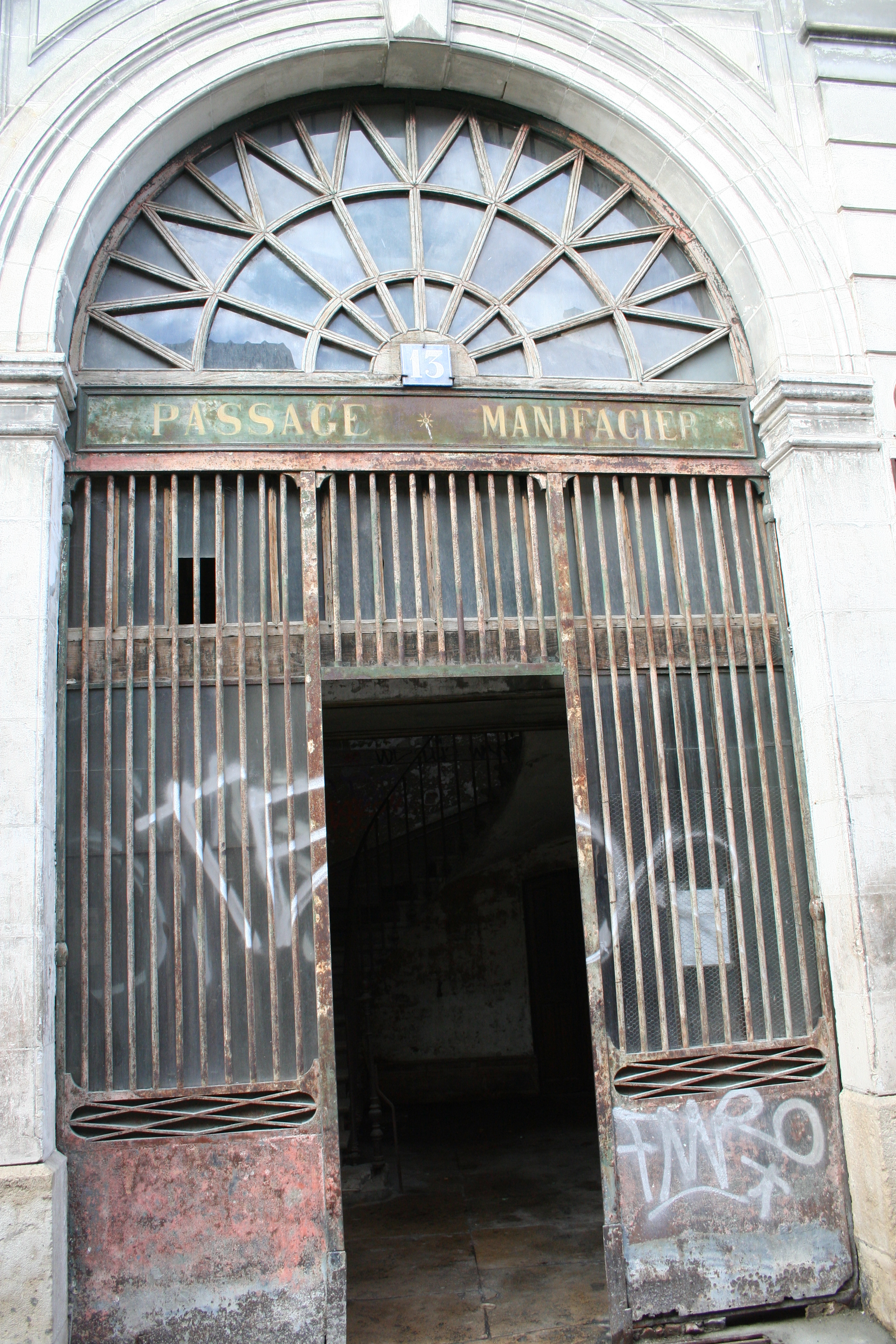
Porte 13, rue des Boucheries